# عرقون أرجواني داكن
عرقون أرجواني داكن (الاسم العلمي:Euphrasia atropurpurea) هو نوع من النباتات يتبع جنس العرقون من الفصيلة الهالوكية. تم وصف هذا النوع من النبات علمياً لأول مرة من قبل كارل هانسن أوستنفلد وأميل روستروب سنة 1901.